# 스쿠프 (2006년 영화)
《스쿠프》(영어: Scoop)는 2006년 개봉한 미국의 로맨틱 코미디, 범죄 영화이다. 우디 앨런이 감독과 각본을 맡았다.

## 줄거리
탐사 보도 기자 조 스트롬벨의 추모식이 있은 후, 그의 영혼은 자신을 독살했다고 믿는 제인 쿡을 포함한 몇몇 다른 영혼들과 함께 죽음의 나룻배에 오른다. 제인은 정치적 야망을 가진 영국 귀족인 피터 라이먼이 악명 높은 연쇄 살인범인 타로 카드 킬러일 수 있으며, 그가 자신의 비밀을 우연히 알게 되자 자신을 죽였다고 생각한다. 살인범은 각 살해 피해자의 몸에 카드를 남긴다.
손드라 프랜스키는 런던에서 휴가를 보내고 있는 미국인 저널리즘 학생이다. 프랜스키는 마술사 시드 워터맨(일명 "위대한 스플렌디니")의 공연에 참석하여 무대 위에 참여하기로 동의한다. "비물질화 장치"로 알려진 부스 안에서 프랜스키는 스트롬벨의 유령을 만난다. 그 유령은 저승사자로부터 탈출하여 라이먼에 대한 의혹을 조사할 수 있는 기자에게 전달하려고 한다. 손드라는 시드의 도움을 받아 라이먼이 진정 살인자인지 알아내기로 결심한다.
손드라는 고급 클럽의 수영장에서 익사하는 척하여 라이먼의 주의를 끈다. 그가 그녀를 구해주자, 그녀는 자신을 팜비치의 부유한 가문 출신인 제이드 스펜스라고 소개한다. 시드가 그녀의 아버지 행세를 하는 동안, "제이드"는 라이먼과 데이트한다. 손드라는 라이먼이 살인자라고 확신하지만, 시드는 믿기 어렵다고 생각한다. 손드라는 라이먼과 사랑에 빠지고 그를 믿기 시작한다. 한편 시드는 라이먼에 대해 점점 더 의심을 품게 되는데, 특히 손드라가 피터의 금고(골동품 악기가 들어 있는 음악실)의 뿔 아래 숨겨진 타로 카드 덱을 발견한 후에는 더욱 그렇다. 시드는 손드라에게 라이먼을 연루시키는 기사를 쓰도록 설득하지만, 편집자는 증거 부족을 이유로 거절한다.
곧 경찰은 진짜 타로 카드 킬러를 체포한다. 손드라는 자신의 의심이 헛된 것임을 알고 안도하며 자신의 진짜 이름과 자신과 시드가 벌인 속임수를 밝힌다. 라이먼은 너그럽게 손드라를 계속 만나고 싶다고 말한다. 그들은 라이먼의 외딴 시골 저택에서 주말을 보내기로 계획한다. 나중에 시드는 (스트롬벨의 재촉으로) 라이먼이 자신이 저지른 살인을 은폐하기 위해 타로 카드 살인 사건을 이용했다고 주장한다.
손드라와 라이먼이 시골에서 휴가를 보내는 동안 시드는 이 이론을 계속 조사한다. 그는 라이먼이 나중에 살해당한 매춘부 베티 깁슨(살인범에 의해 살해된 것으로 보임)을 자주 만났다는 것을 알게 된다. 깁슨은 "아기 얼굴의 금발" (손드라와 똑같음)로 묘사되는데, 라이먼이 그녀에게 염색을 설득하기 전까지는 다른 타로 피해자들의 프로필과 일치시키기 위해 그랬을 것으로 추정된다. 시드가 손드라에게 자신의 발견을 전화로 알리자, 그녀는 이를 무시한다. 그녀는 모르는 사이에 라이먼이 다른 전화기로 듣고 있었다.
시드는 라이먼의 금고에 다시 침입하여 이번에는 열쇠를 찾는데, 그것은 베티 깁슨의 아파트 열쇠임이 밝혀진다. 한편, 라이먼의 호수에서 노를 젓는 배 안에서 라이먼은 손드라에게 자신이 깁슨을 죽인 것은 그녀가 자신을 협박하는 것을 막기 위해서였고, 스트롬벨이 말했듯이 의혹을 완화하기 위해 타로 카드 패턴을 사용했다고 고백한다. 한편, 시드는 손드라를 구하기 위해 라이먼의 저택으로 차를 몰지만 결국 교통사고로 사망한다.
고백 후 라이먼은 손드라를 호수에 던져 넣고 그녀가 가라앉는 것을 지켜본다. 그는 나중에 경찰에 그녀의 익사 사망을 신고한다. 경찰이 그를 심문하자 그는 손드라가 수영을 전혀 못해서 수영장에서 첫날 거의 익사할 뻔했다고 말한다. 그러자 손드라는 물에 흠뻑 젖었지만 살아있는 채로 나타난다. 그녀는 라이먼과 경찰에게 익사는 그의 주의를 끌기 위한 연기였으며, 실제로는 수영을 잘한다고 말한다.
신문사 사무실로 돌아와 손드라의 기사를 거절했던 편집장은 이제 그녀의 유망한 경력 시작을 축하한다. 손드라는 기뻐하며 조 스트롬벨과 고인이 된 시드 워터맨에게도 공을 돌려야 한다고 말한다. 시드 워터맨은 이제 저승사자의 배에 승객으로 타고 있으며, 생전에 했던 마술 장난과 코미디 연기를 동료 영혼들을 위해 공연하고 있다.

## 출연

### 주연
- 휴 잭맨
- 스칼렛 요한슨
- 우디 앨런

### 조연
- 이안 맥쉐인
- 페넬라 울가
- 케빈 맥널리
- 로몰라 가레이

## 기타
- 공동제작: 닉키 켄티시 반즈
- 공동제작: 헬렌 로빈
- 미술: 마리아 듀코빅
- 시각효과: 리처드 스탬머스
- 의상: 질 테일러
- 배역: 패트리셔 케리건 디세르토
- 배역: 게일 스티븐스
- 배역: 줄리엣 테일러